# Dawson (Teksas)
Dawson je gradić u američkoj saveznoj državi Teksas. Prema popisu stanovništva iz 2010. u njemu je živjelo 807 stanovnika.